# Stari Žednik
Stari Žednik (cyr. Стари Жедник) – wieś w Serbii, w Wojwodinie, w okręgu północnobackim, w mieście Subotica. W 2011 roku liczyła 1947 mieszkańców.